# Fuji International Speedway

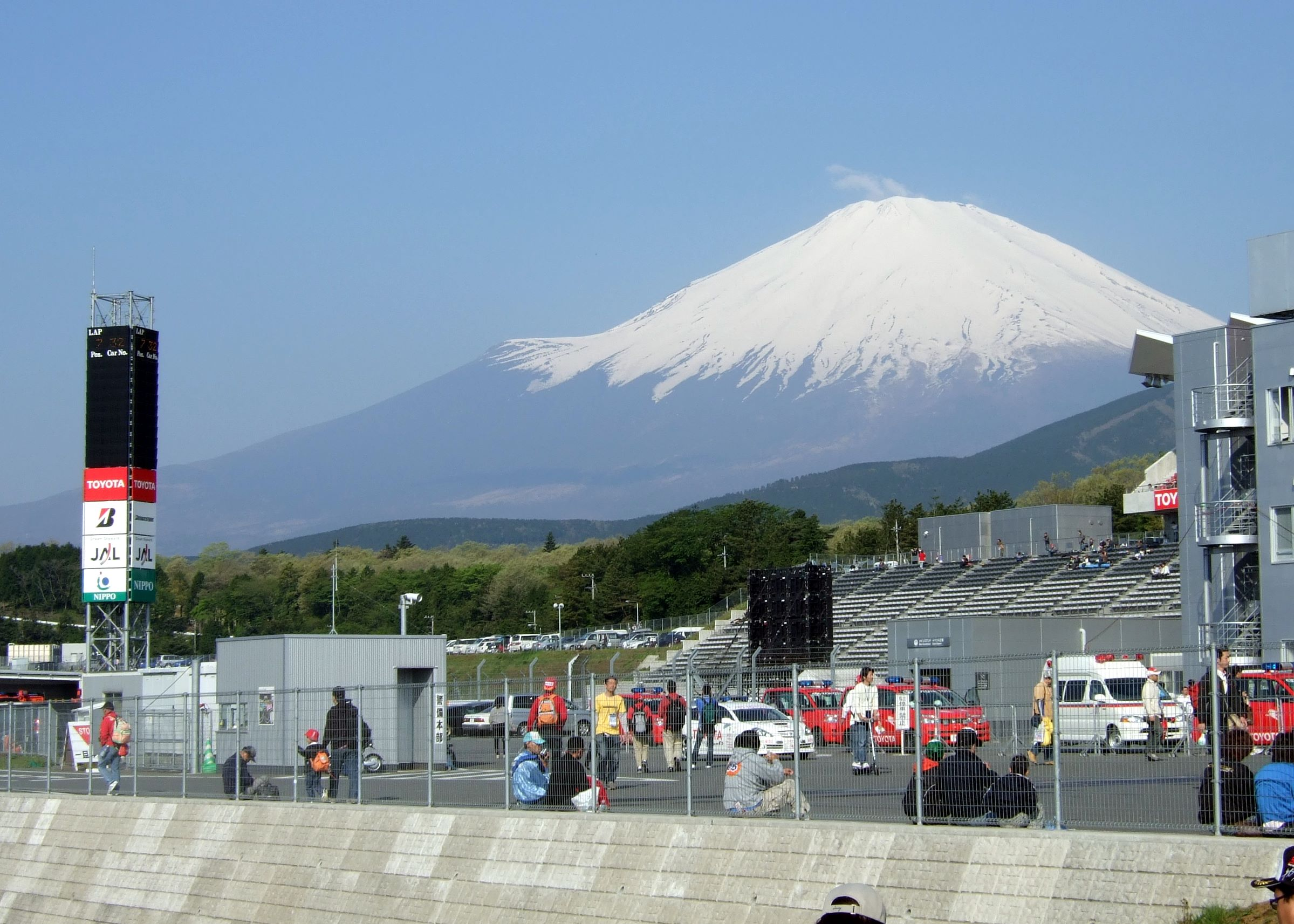
Fuji

Fuji International Speedway är en racerbana vid Oyama i Shizuoka prefektur i Japan.
Japans Grand Prix kördes här de två första säsongerna. Sedan 2000 äger Toyota anläggningen och har satsat över 168 miljoner dollar på banan. 
Japans Grand Prix återvände till Fuji International Speeedway säsongen 2007. 
Tävlingen kördes även säsongen 2008 och därefter skulle loppet omväxlande köras på Fujibanan och Suzuka Circuit varannan säsong. Den 29 maj 2009 meddelade dock ägaren Toyota, som är på väg att avveckla sin F1-verksamhet, att Japans Grand Prix inte återkommer till Fujibanan.

## F1-vinnare
| Säsong | Förare          | Tillverkare      |
| ------ | --------------- | ---------------- |
| 2008   | Fernando Alonso | Renault          |
| 2007   | Lewis Hamilton  | McLaren-Mercedes |
| 1977   | James Hunt      | McLaren-Ford     |
| 1976   | Mario Andretti  | Lotus-Ford       |